# Olli Lounasmaa

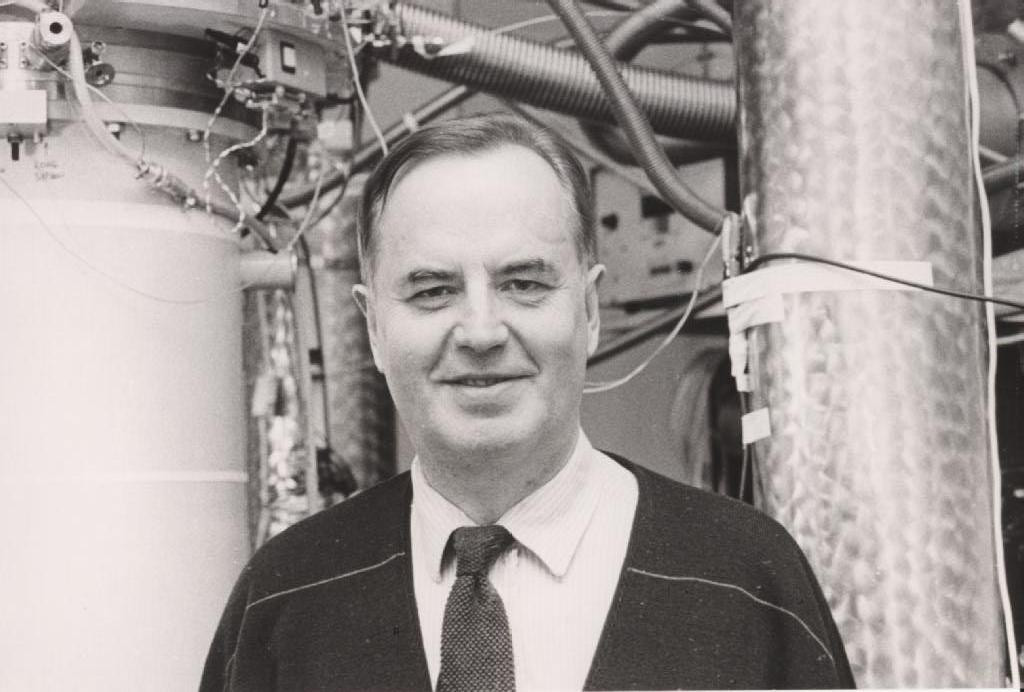
Olli Lounasmaa.

Olli Viktor Lounasmaa (* 20. August 1930 in Turku; † 27. Dezember 2002 in Goa in Indien) war ein finnischer Tieftemperaturphysiker.
Lounasmaa machte 1953 seinen Abschluss an der Universität Helsinki, war dann Assistent an der Universität Turku und ging danach an das Clarendon Laboratory der Universität Oxford, wo er 1957 in Tieftemperaturphysik promoviert wurde (Specific heats at low temperatures, 1958). 1960 bis 1964 war er Gastwissenschaftler am Argonne National Laboratory und wurde 1964 Professor für Physikingenieurswesen an der Technischen Universität in Helsinki. 1965 gründete er dort das Labor für Tieftemperaturphysik, dessen Direktor er bis zu seiner Emeritierung 1995 war und das ab 2012 seinen Namen trägt (als Teil der Universität Aalto). Er ertrank bei einem Urlaub in Goa beim Baden als Folge eines Herzanfalls.
Lounasmaa fand in seinem Labor deutliche Hinweise, dass die von David M. Lee, Douglas D. Osheroff und Robert C. Richardson 1972 entdeckte neue Phase in Helium 3 supraflüssig war. Lounasmaa und seine Kollegen maßen die Dämpfung einer schwingenden Saite vor und nach dem Phasenübergang und fanden eine Abnahme der Dämpfung um einen Faktor 1000 im supraflüssigen Zustand. Das wurde auch vom Nobelkomitee gewürdigt, als der Nobelpreis 1996 an Lee, Osheroff und Richardson für die Entdeckung der Suprafluidität von Helium 3 ging (Lounaasma war damals ebenfalls nominiert). Er untersuchte auch das Verhalten von supraflüssigen Helium 3 bei Rotation und in Magnetfeldern.  
Anfang der 1980er Jahre verlegte er sich auf ein neues Arbeitsfeld und wurde einer der führenden Wissenschaftler in der Entwicklung der Magnetenzephalographie (MEG), in der Bilder der Aktivität des Gehirns über dessen mit SQUID-Magnetometern aufgenommenes magnetisches Feld erstellt werden. Dabei machte er sich die Expertise seines Labors in Tieftemperaturphysik und Magnetometern zu Nutze. Er war an der Gründung verschiedener Firmen beteiligt: SHE Anfang der 1970er Jahre, Biomagnetic Technologies, 4-D Neuroimaging und 1989 Neuromag, heute Teil von Elekta. Auf diesem Gebiet arbeitete er interdisziplinär mit Medizinern und Neurowissenschaftlern zusammen.
1984 erhielt er den Fritz London Memorial Award, 1994 die Kapiza-Goldmedaille der Russischen Akademie der Wissenschaften und 1993 den Humboldt-Forschungspreis. 1986 wurde er Fellow der American Physical Society. Er war Mitglied der Finnischen Akademie (1997), der Königlich Schwedischen Akademie der Wissenschaften und der National Academy of Sciences. Er war Ehrendoktor der Universität Helsinki, der Technischen Universität Helsinki und der Technischen Universität in Tampere. 1987 erhielt er den Körber-Preis für die Europäische Wissenschaft mit Riitta Hari, Matti Krusius und Martti Salomaa.
Ein Preis für Tieftemperaturphysik der Universität Aalto ist nach ihm benannt.

## Schriften
- Experimental Principles and Methods Below 1 K, 1. Auflage, Academic Press 1974
- The superfluid phases of 3 He, Contemporary Physics, Band 15, 1974, S. 353
- mit A. I. Ahonen, M. T. Haikala, M. Krusius: Phase Diagram of Liquid He3 between 0.7 and 2.5 mK, Phys. Rev. Lett., Band 33, 1974, S. 628, Abstract,
- mit A. I. Ahonen, M. T. Haikala, M. Krusius: Transverse NMR Measurements on Superfluid He3, Phys. Rev. Lett., Band 33, 1974, S.  1595, Abstract
- mit A. I. Ahonen, J. Kokko, M. A. Paalanen, R. C. Richardson, W. Schoepe, Y. Takano: Mobility of Negative Ions in Superfluid He3, Phys. Rev. Lett., Band 37, 1976, S. 511, Abstract
- mit V. P. Mineev, M. M. Salomaa: Superfluid He 3 in rotation, Nature, Band 324, 1986, S. 333
- mit Pertti Hakonen: Vortics in rotating superfluid 3 He, Physics Today, Februar 1987
- mit Pertti Hakonen, Juha Simola: Vortices in rotating superfluid 3 He, Physica B, Band 160, 1989, S. 1–55
- mit George R. Pickett: The 3He Superfluids, Scientific American Juni 1990
- mit Matti Hämäläinen, Riitta Hari, Risto Ilmoniemi, Jukka Knuutila Magnetoencephalography—theory, instrumentation, and applications to noninvasive studies of the working human brain, Reviews of Modern Physics, Band  65, 1993, S. 413–497